# Wolf (TV-serie)
Wolf är en brittisk kriminal- och dramaserie vars första säsong hade premiär på BBC den 31 juli 2023. Första säsongen består av sex avsnitt. Serien som är skapad av Megan Gallagher släpptes på HBO Max den 14 september 2023.

## Handling
Serien utspelar sig i ett isolerat hus på landet och kretsar kring en familj som är utsatt för psykopats hemska "lekar".

## Rollista (i urval)
- Ukweli Roach – Jack Caffrey
- Iwan Rheon – Molina
- Sacha Dhawan – Honey
- Sian Reese-Williams – Maia Lincoln
- Juliet Stevenson – Matilda Anchor-Ferrers
- Owen Teale – Oliver Anchor-Ferrers
- Annes Elwy – Lucia Anchor-Ferrers
- Ciarán Joyce – Prody
- Emily Adara – Sophie
- Zadeiah Campbell-Davies – Emily